# كامبل (ويسكونسن)
كامبل (بالإنجليزية: Campbell, Wisconsin)‏ هي بلدة تقع بولاية ويسكونسن في الولايات المتحدة. تبلغ مساحتها 32.6 (كم²)، وترتفع عن سطح البحر 201 م، بلغ عدد سكانها 4357 نسمة في عام 2012 حسب إحصاء مكتب تعداد الولايات المتحدة وتصل الكثافة السكانية فيها 443.2 نسمة/كم2.

## وصلات خارجية
- http://www.townofcampbell.com/
- The US50 - Cities and Towns in Wisconsin State
- Wisconsin Cities and Towns, Facts, Map, Flag, Colleges, Government, and More